# نجوم الباريوم
نجوم الباريوم (بالإنجليزية: Barium star)‏ لها تصنيف نجمي من G إلى K من النجوم العملاقة. طيفها الضوئي يظهر عملية التقاط نيوترون بطيئة بسبب وجود الباريوم المتأين المنفرد، Ba II، في الطول الموجي λ 455.4 نانو متر. كما ان طيفها يظهر وجود خطوط معززة للكاربون.CH و CN و C2. تصنيف هذه النجوم وجد واكتشف من طرف ويليام بايديمان وفيليب كينان.
دراسة وصفية للسرعة الشعاعية وجدت ان كل نجوم الباريوم هي نجوم ثنائية.و ساتل الأشعة فوق البنفسجية الدولي وجد أقزام بيضاء في الأنظمة النجمية الثنائية. يعتقد أن نجوم الباريوم تتكون نتيجة نقل الكتلة في النجوم الثنائية. يحدث هذا في نجوم النسق الأساسي العملاقة غير المرئية، وتكون مصاحبة لنجم كربون في مرحلة عملاق مقارب. تنتج في داخلها الكربون بالإندماج النووي في نواتها ويكون مختلط مع مواد منقولة بواسطة نشاط الحمل الحراري لسطحها هذه المواد «الملوثة» تأتي من النجم الرفيق عندما يفقد جزء من كتلتهِ وهو في مرحلة عملاق مقارب من النسق الأساسي. وبالتالي يتطور النجم ليصبح قزم أبيض. في المجمل العملية تستغرق مدة غير محددة بعد انتقال الكتلة. بعدما يصبح النجم المرافق قزم أبيض سيلوث النجم الأخر ويتطور الأخير إلى عملاق أحمر.
خلال تطور نجم الباريوم سيكون أكبر وأكثر برودة ولهُ تصنيف نجمي G أو K. وخلال هذه المدة، يكون النجم في التصنيف النجمي M، لكن عملية التقاط النيوترون البطيء تظهر خصوصية الطيفية مغايرة مع بقاء درجة حرارة سطحهِ ضمن تصنيف M، والنجم سيظهر خصائص جزيئية للزركونيوم، وأكسيد الزركونيوم (ZrO). وعندما يحدث ذلك، سوف يظهر النجم بأنه «خارجي» نوع S.
تاريخيا نجوم الباريوم تعد لغزا محيرا، لأنه في نظرية تطور عملاق G و K لا يمكنها توليف عناصر الكربون لكن اكتشاف النجوم الثنائية حل اللغز، ووضع مصدر خصوصياتها الطيفية إلى نجم الرفيق. يعتقد أن عملية نقل الكتلة تكون في فترة وجيزة من الزمن الفلكي. وتتوقع الفرضية أنه ينبغي أن يكون هناك نجوم النسق الأساسي مع نجوم الباريوم.